# Volker Mahnert
Volker Mahnert (n. 3 de desembre de 1943, Innsbruck m. 23 de novembre de 2018, Ginebra) (abreujat Mahnert) fou un aracnòleg, entomòleg i ictiòleg austríac i suís.
Es va graduar a les universitats d'Innsbruck i Viena. Va ser director de la Revista Suïssa de Zoologia des de 1989 fins a 2005, quan va assumir la direcció del Museu d'Història Natural de Ginebra. Fou professor associat de la Universitat de Ginebra.
S'especialitzà en pseudoescorpins, però també va estudiar les Siphonaptera o els peixos Characiformes.

## Honors

### Eponimia
| - Acanthocreagris mahnerti Dumitresco & Orghidan, 1986 - Acritus mahnerti Gomy, 1981 - Akyttara mahnerti Jocqué, 1987 - Allolobophora handlirschi mahnerti Zicsi, 1973 - Allochernes mahnerti Georgescu & Căpuse, 1996 - Americhernes mahnerti Harvey, 1990 - Apimela mahnerti Pace, 1996 - Aporrectodea mahnerti Zicsi, 1973 - Atheta mahnerti Pace, 1995 - Ausobskya mahnerti Silhavý, 1976 - Bothriechis mahnerti Schätti & Kramer, 1991 - Camillina mahnerti Platnick & Murphy, 1987 - Catharosoma mahnerti Golovatch, 2005 - Centruroides mahnerti Lourenço, 1983 - Chactas mahnerti Lourenço, 1995 - Chthonius (Ephippiochthonius) mahnerti Zaragoza, 1984 | - Ctenobelba mahnerti Mahunka, 1974 - Cypha mahnerti Pace, 1994 - Delamarea mahnerti Leleup, 1983 - Dendrobaena mahnerti Zicsi, 1974 - Dolicheremaeus mahnerti Mahunka & Mahunka-Papp, 2009 - Drusilla mahnerti Pace, 1996 - Edaphus mahnerti Puthz, 1990 - Elgonidium mahnerti Bonadona, 1978 - Embuana mahnerti Heiss & Baňař, 2016 - Epipleuria mahnerti Fuersch, 2001 - Glossodrilus mahnerti Zicsi, 1989 - Guaraniella mahnerti Baert, 1984 - Gyrophaena mahnerti Pace, 1994 - Helladocampa mahnerti Condé, 1984 - Hemigrammus mahnerti Uj & Géry, 1989 - Holoparasitus mahnerti Juvara-Bals, 2008 - Leleupiozethus mahnerti Coulon, 1979 | - Magellozetes mahnerti Mahunka, 1984 - Mahnertella Mahunka,1997 - Mahnertius Harvey & Muchmore, 2013 - Mahnertozetes Mahunka & Mahunka-Papp, 2009 - Megarthrus mahnerti Cuccodoro & Löbl, 1995 - Metanapis mahnerti Brignoli, 1981 - Metopioxys mahnerti Comellini, 1983 - Microdipnites mahnerti Garetto & Giachino, 1999 - Microplana mahnerti Minelli, 1977 - Neobisium mahnerti Heurtault, 1980 - Occidenchthonius mahnerti Zaragoza, 2017 - Oedichirus mahnerti de Rougemont, 2018 - Oonops mahnerti Brignoli, 1974 - Origmatrachys mahnerti Kontschán, 2020 - Paracoryza mahnerti Balkenohl, 2000 | - Paratemnus mahnerti Sivaraman, 1981 - Paratricommatus mahnerti Soares & Soares, 1985 - Proteocephalus mahnerti de Chambrier & Vaucher, 1999 - Ptychadena mahnerti Perret, 1996 - Roncus mahnerti Ćurčić & Beron, 1981 - Scaphoxium mahnerti Löbl, 2010 - Scheloribates mahnerti Mahunka & Mahunka-Papp, 2008 - Schistura mahnerti Kottelat, 1990 - Scutacarus mahnerti Mahunka, 1972 - Spelaeobochica mahnerti Viana & Ferreira, 2020 - Sprentascaris mahnerti Petter & Cassone, 1984 - Stenohya mahnerti Schawaller, 1994 - Trichouropoda mahnerti Kontschán, 2015 - Zodarion mahnerti Brignoli, 1984 - Zyras mahnerti Pace, 1996 |

## Alguns taxons descrits
| - Allochernes longepilosus Mahnert, 1997 - Allochernes maroccanus Mahnert, 1976 - Apocheiridium cavicola Mahnert, 1993 - Beierochelifer Mahnert, 1977 - Bisetocreagris juanxuae Mahnert & Li, 2016 - Caecatemnus Mahnert, 1985 - Caecatemnus setosipygus Mahnert, 1985 | - Caffrowithius bergeri (Mahnert, 1978) - Catatemnus exiguus Mahnert, 1978 - Ceratochernes Mahnert, 1994 - Chthonius apollinis Mahnert, 1978 - Chthonius herbarii Mahnert, 1980 - Chthonius hungaricus Mahnert, 1981 - Chthonius maltensis Mahnert, 1975 - Cyclatemnus brevidigitatus Mahnert, 1978 | - Dactylochelifer arabicus Mahnert, 1991 - Dactylochelifer besucheti Mahnert, 1978 - Dactylochelifer vtorovi Mahnert, 1977 - Elattogarypus cicatricosus Mahnert, 2007 - Elattogarypus somalicus Mahnert, 1984 - Garypus darsahensis Mahnert, 2007 - Geogarypus quadrimaculatus Mahnert, 2007 - Hyphessobrycon guarani Mahnert & Géry, 1987 | - Hyphessobrycon procerus Mahnert & Géry, 1987 - Lagynochthonius insulanus Mahnert, 2007 - Phymatochernes Mahnert, 1979 - Phymatochernes crassimanus Mahnert, 1979 - Pseudorhacochelifer canariensis Mahnert, 1997 - Pseudorhacochelifer spiniger (Mahnert, 1978) - Serianus sahariensis Mahnert, 1988 - Spelaeobochica Mahnert, 2001 | - Spelaeochernes Mahnert, 2001 - Spelaeochernes altamirae Mahnert, 2001 - Spelaeochernes armatus Mahnert, 2001 - Spelaeochernes bahiensis Mahnert, 2001 - Spelaeochernes pedroi Mahnert, 2001 - Tyrannochthonius gomyi Mahnert, 1975 - Tyrannochthonius mahunkai Mahnert, 1978 - Zaona cavicola Mahnert, 2001 |